# World War One
World War One là tựa game chiến lược lấy bối cảnh Thế chiến I do hãng AGEod phát triển và Ascaron Entertainment phát hành cho Microsoft Windows vào năm 2008.

## Đón nhận
GamesRadar đã trao cho World War One số điểm 7/10, làm nổi bật bản đồ châu Âu rộng lớn của game, và chiều sâu trong các tùy chọn về mặt ngoại giao, kinh tế và chính trị. Phần hướng dẫn toàn chữ viết đã bị chỉ trích, khi AI chậm chạp và trì trệ, kết quả chiến đấu không đủ thông tin cần thiết. IGN bình luận rằng "bất cứ niềm vui nào đều có thể được tìm thấy trong bối cảnh hay phần thiết kế trò chơi vẫn đang bị che khuất bởi nguồn tư liệu dở dang, giao diện vụng về và một số lỗi". IT Reviews cho biết game có một "giao diện thân thiện với người dùng, phần hướng dẫn khó lòng mà hiểu nổi và một cảm giác liên tiếp bị văng ra ngoài và tàn lụi dần".